# Дом Советов (Белгород)
Дом Советов — административное здание в Белгороде, в котором размещаются Правительство Белгородской области и Белгородская областная дума. Расположено по адресу: Соборная площадь, 4. Здание играет важную роль в формировании главной площади города.

## История
6 января 1954 года указом Президиума Верховного Совета СССР в составе РСФСР была образована Белгородская область. В связи с этим возникла необходимость в постройке здания для обкома и облисполкома. Решено было построить это здание на месте полуразрушенного в годы Великой Отечественной войны Гостиного двора. Дом Советов строился в 1955—1957 годах. С 1991 года в здании находится администрация Белгородской области. Здесь располагаются губернатор и правительство Белгородской области, областная дума. В здании проходят заседания Общественной палаты, областные совещания.

## Архитектура
Здание построено по типовому проекту «Дом Советов» Ленинградского государственного республиканского института «Ленгипрокоммунстрой» архитекторов Николая Бровкина, Михаила Михайлова и Леонида Гальперина. Здания, построенные по тому же проекту, есть в Липецке, Великом Новгороде, Орле, Пензе, Шахтах, Балашове, Черкассах. Является образцом сталинской архитектуры.